# Gambler (dal)
A Gambler Madonna amerikai énekesnő második kimásolt kislemeze a Vision Quest című filmzenei albumáról. A dalt Madonna írta, míg a producer John "Jellybean" Benitez volt. A "Gambler" kislemezen sosem jelent meg az Egyesült Államokban a Sire Records kérésére. A dalhoz készült zenei videót a filmből vágták össze.
Zeneileg a dal egy szinti-pop disco dal, melyekben a hangszerek mellett dobok, elektronikus taps, és ütős hangszerek, billentyűs hangszerek szerepelnek. A dalszöveg arról, hogy Madonna önállóvá válik. A kritikusok vegyesen értékelték a dalt, azonban kereskedelmileg sikeres volt. Ausztráliában, Belgiumban, Írországban, Hollandiában, Norvégiában és az Egyesült Királyságban Top 10-es helyezést ért el. Madonna csak egy alkalommal adta elő a dalt az 1985-ös The Virgin Tour koncerten, melyet rögzítettek, és megjelentettek.

## Előzmények

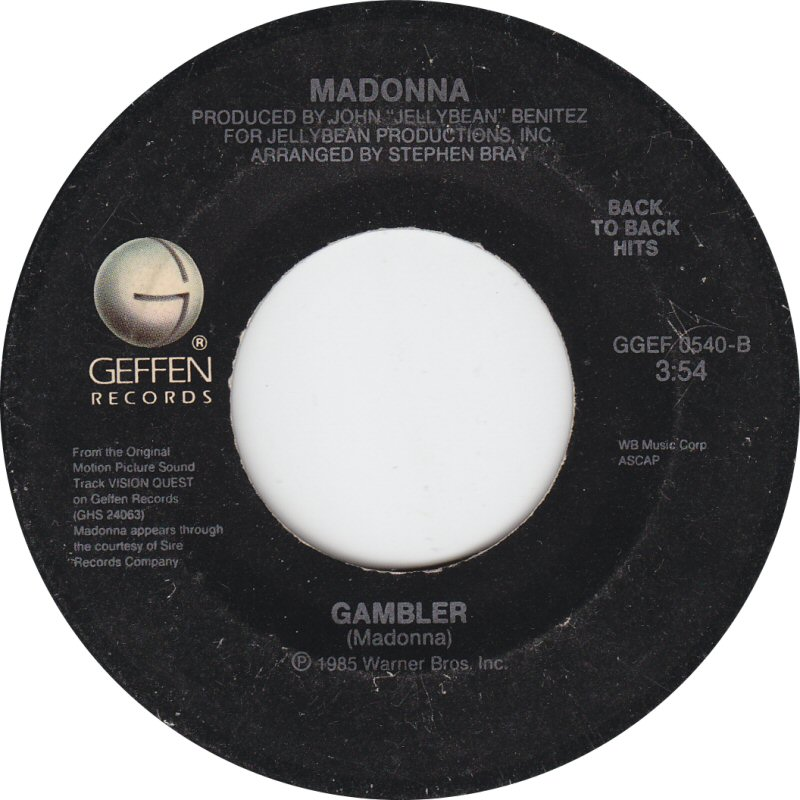
A "Gambler" kislemeze

A Crazy for You című dal felvétele után, mely az 1985-ös Vision Quest című filmdráma egyik betétdala volt, egy újabb dalt jelölt meg Madonna a filmzenéhez, melyhez John "Jellybean" Benitezt választotta, mely a "Gambler" címet kapta. A dalt Phil Ramone zenei producer adta hozzá a filmhez, mivel úgy döntött, hogy beleillik a film felvételei közé. Madonna elmondta, hogy a dal szövege a lány szempontjából fontos, nincs szüksége igazán a srácra. Mivel a dalt a Geffen adta ki kislemezen, Madonna a Sire Records kérésére nem jelentette meg a kislemezt az Egyesült Államokban. Féltek attól, hogy a dal megjelenése elnyomnál a "Like a Virgin" című album többi, már elérhető kislemezét ezzel az újabb kislemez  megjelenéssel, valamint a Geffen kiadó általi "Crazy for You" kislemez megjelenéssel. Ezért a "Gambler" soha nem volt slágerlistás helyezés az Államokban. Az angol kiadású 12"-es kislemez tartalmaz egy dance mixet, egy instrumentális remixet, és a Black 'n Blue "Beach of Nature" című dalát. A 7" inches kislemezen a "Beach of Nature" eredeti változata szerepelt. A "Gambler" videója hasonló, mint a "Crazy for You", mivel azt a film kockáiból vágták össze, de látható benne Madonna is, melyhez a felvételeket 1983. november 22-én forgatták a Big Foot Tavern-ban Washingtonban. A "Gambler" volt Madonna utolsó kislemeze, melyet maga írt, egészen a 2007-es "Hey You" című dalig.  Egy 1991-es interjúban Madonna elmondta: "Túl lusta vagyok ahhoz, hogy segítség nélkül írjak dalokat".

## Összetétel
Zenei szempontból a "Gambler" egy lenyűgöző dal, mely szinti-pop és diszkó elemekkel ötvözött, Madonna debütáló albumának stílusában komponálva. A dalban dobok, hangszerek, elektronikus taps, ütős hangszerek, billentyűs hangszerek hallatszanak. A dal egy négy akkordból álló kórussal kezdődik, és egy rövid három akkordos verseből áll. Madonna hangja a nyolc középnél visszhangzik. A dal vége felé egy új zenei sorozat kezdődik, némi fütyüléssel és a "You can't stop me now" sorral.
A Musicnote.com kottái szerint a dal 100 BPM / perc ritmusú, ahol Madonna énekhangja B ♭ 3- tól E 5- ig terjed. A "Gambler" D-mollban íródott, és az akkord progressziója Dm – G – Dm – G – Dm – G – Am alapszekvenciájával rendelkezik. A dalszövegekben Madonna függetlensége, és merész hozzáállása van jelen szeretőjével szemben, aki szerint ő nem képes megérteni őt, vagy megbánni tetteit.

## Kritikák
Rikky Rooksby a The Complete Guide to the Music of Madonna szerzője összehasonlította a dalt a Blondie együttes zenéjével, és elmondta: " A különféle szakaszokon keresztüli gyors ritmus nem menti meg a dalt attól, hogy hétköznapinak tűnjön, de elég gyorsan halad afelé. Kicsit olyan, mint a 24 órás influenza. Alex Henderson az AllMusictól a dalt "ultrafertőző gyöngyszemnek" nevezte, amely sajnos nincs rajta Madonna debütáló albumán, és úgy érezte, hogy a "Gambler" az egyik dal, melynek slágerlistára kellett volna kerülnie,  de végül a "Crazy for You" lett a toplisták élén.

## Sikerek
A "Gambler" 1985 októberében jelent meg az Egyesült Királyságban, és a kislemezlista 20. helyén debütált. Két héttel később pedig a 4. helyre lépett. Összesen 14 hétig volt jelen a slágerlistán. 1985 végére Madonna újabb rekordot állított fel a dallal. Ő lett az első női előadó akinek egy naptári ében nyolc brit Top 10-es dala került fel a slágerlistára. A dal a Brit Hanglemezgyártók Szövetsége által ezüst minősítést kapott az eladott 250.000 példányszám alapján. A hivatalos slágerlistás adatok szerint a kislemezből 295.000 példányt adtak el. Ausztráliában a dal a Kent Music Report 51. helyén debütált, majd a 17. helyre került, és elérte a tizedik helyet. Németországban a dal a Media Control Charts listán a 39. helyen debütált, majd öt hét után a 25.helyet szerezte meg. Összesen 12 hétig szerepelt a slágerlistán. Európában Top 10-es helyezett volt Belgiumban, Írországban, Hollandiában, és Norvégiában. Svájcban a 23. míg Új-Zélandon a 45. helyezett volt.

## Élő előadások
Madonna a dalt csak a The Virgin Tour turnén 1985-ben adta elő élőben. A dal a show második részének első dala volt. Madonna egy fekete rojtos mikrotollas szoknyát viselt és számos különféle méretű keresztet különböző helyeken. A dal gitárbevezetésének kezdése után Madonna az oldalsó színpadon táncolt, és a fények rávilágítottak. A dal éneklése közben kinyitotta a kabátját, és néha átfutott a színpadon. A dal szerepel a Madonna Live: The Virgin Tour felvételein, melyet Detroitban vettek fel.

## Számlista
- Németország / UK / Ausztrália / Hollandia 7" single

1. "Gambler" – 3:54
2. "Nature of the Beach" (Black 'n Blue) – 3:45

- UK / Hollandia 12" single

1. "Gambler" (Extended Dance Mix) – 5:34
2. "Gambler" (Instrumental Remix) – 3:55
3. "Nature of the Beach" (Black 'n Blue) – 3:45

## Közreműködő személyzet
- Madonna  - író , ének
- John "Jellybean" Benitez  - producer
- Stephen Bray  - rendező
- Greg Fulginiti  - master
- John Kalodner  - producer

## Slágerlista
| Slágerlista (1985–86)                 | Legjobb helyezések |
| ------------------------------------- | ------------------ |
| Australia (Kent Music Report)         | 10                 |
| Belgium (Ultratop 50 Flanders)        | 10                 |
| Franciaország (Single Top 100)        | 33                 |
| Németország (Media Control Charts)    | 25                 |
| Iceland (RÚV)                         | 6                  |
| Írország (IRMA)                       | 3                  |
| Hollandia (Top 40)                    | 9                  |
| Hollandia (Single Top 100)            | 7                  |
| Norvégia (VG-lista)                   | 9                  |
| Új-Zéland (Recorded Music NZ)         | 45                 |
| Svájc (Schweizer Hitparade)           | 23                 |
| Egyesült Királyság (UK Singles Chart) | 4                  |
| Eurocharts European Hot 100 Singles   | 8                  |

## Minősítések
| Ország                   | Minősítés | Eladás  |
| ------------------------ | --------- | ------- |
| Egyesült Királyság (BPI) | ezüst     | 295.000 |
| Japán (Oricon)           |           | 8.510   |